# François-Joseph Dupressoir
François-Joseph Dupressoir, né le 3 avril 1800 à Paris où il meurt le 28 février 1859, est un peintre et lithographe français.

## Biographie
François-Joseph Dupressoir expose au Salon de 1824 à 1842. En 1838, il obtient une seconde médaille. Il expose également et entre autres à Bordeaux, Lyon et Toulouse.
Il épouse Henriette Astré (1790-1848).

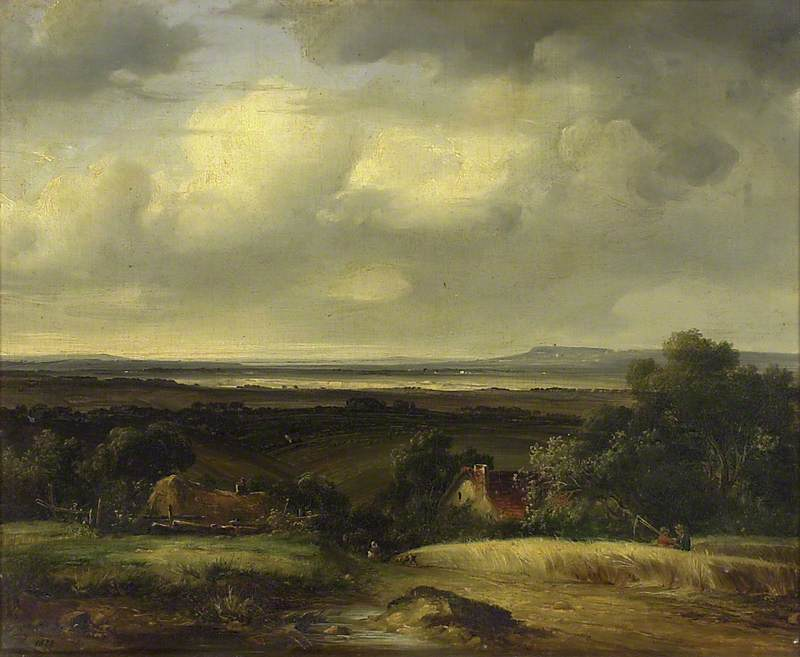
Paysage, vue d'un vallon (1828), huile sur toile, Oxford, Ashmolean Museum.

Peintre de paysages et de marines influencé par le travail de John Constable et Bonington, il visite diverses contrées du Midi de la France et donne, notamment comme tableaux, la plupart commandé par la Société des amis des arts, : Vue près de Châteaudun, La Tour de Maurepas, Sites en Dauphiné, Montfort l'Amaury, Vue générale d'Édimbourg, … Sa toile historique La Bataille de Rethel, exécutée en 1843, est dès lors, de même que quatorze autres de ses œuvres, exposée dans les galeries du château de Versailles, tandis que sa Vue d'Écosse est conservée au musée de Saint-Cloud,.  
Il réalise également plusieurs lithographies pour l'Itinéraire pittoresque du fleuve Hudson et des parties latérales de l'Amérique du Nord, de Jacques-Gérard Milbert. En 1844, il se rend en Russie, afin d'entreprendre la reproduction lithographique des œuvres du musée de l'Ermitage. De retour à Paris, en 1854, il réalise la Vue de Kronstadt, acquise par le ministre d'État et donnée au musée de Douai.
François-Joseph Dupressoir meurt subitement à Montmartre, à l'âge de 58 ans. Il est inhumé le 2 mars 1859 au cimetière parisien de Saint-Ouen.